# NGC 3920
NGC 3920 — галактика в созвездии Льва. Открыта Джоном Гершелем в 1832 году.
Этот объект входит в число перечисленных в оригинальной редакции «Нового общего каталога». Существует путаница, связанная с NGC 3911 и NGC 3920. Более яркую NGC 3911 открыл Уильям Гершель, а позже, в 1832 году Джон Гершель наблюдал обе галактики, но из-за ошибки в прямых восхождениях он решил, что Уильям Гершель наблюдал NGC 3920, а NGC 3911 — его открытие. Из-за этого данная пара галактик в каталоге располагается в неправильном порядке по прямому восхождению, хотя в Новом общем каталоге галактики были пронумерованы по возрастанию прямого восхождения.
Галактика NGC 3920 входит в состав группы галактик NGC 3902. Помимо NGC 3920 в группу также входят NGC 3902, NGC 3944, UGC 6806 и UGC 6807.